# Georgij Szirtladze
Georgij Siergiejewicz Szirtladze (gruz. გიორგი სერგოს ძე სხირტლაძე; ros. Георгий Сергеевич Схиртладзе; ur. 9 listopada 1932 w Mtiskalcie, zm. 25 marca 2008 w Tbilisi) – radziecki zapaśnik walczący w stylu wolnym. Dwukrotny olimpijczyk. Srebrny medalista z Rzymu 1960 i brązowy z Melbourne 1956. Walczył w kategorii do 79 kg.
Mistrz świata w 1959 i wicemistrz w 1957 roku.
Drugi w Pucharze Świata w 1958. Mistrz ZSRR w 1954, 1956, 1957 i 1960; drugi w 1953, 1955 i 1958; trzeci w 1959. Zakończył karierę sportową w 1960 roku. Trener.